# The Joke's on You
The Joke's on You é um curta-metragem mudo norte-americano de 1925, do gênero comédia, dirigido por Ralph Ceder e estrelado por  Oliver Hardy.

## Elenco
- Billy West - Hubby

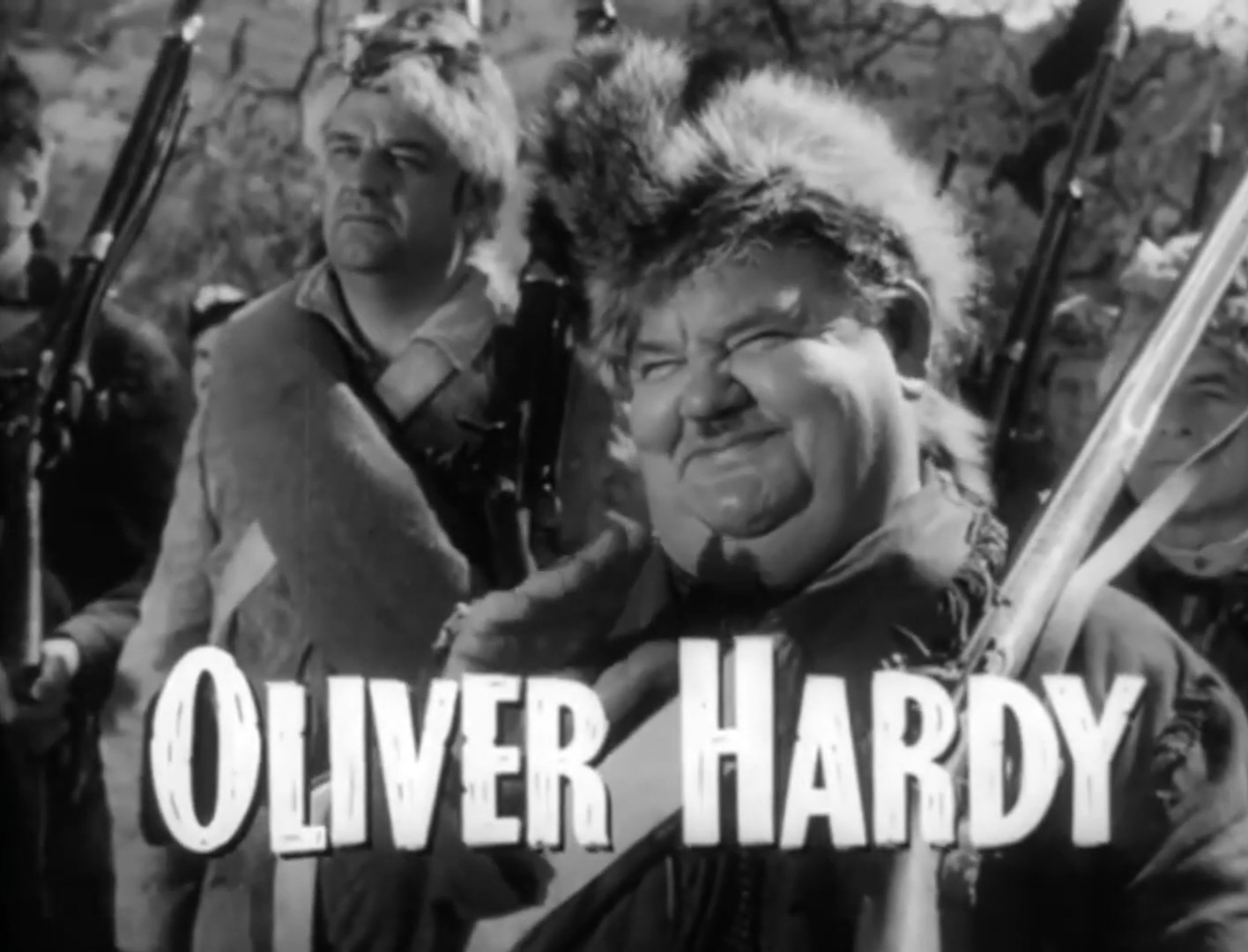
Oliver Hardy

- Oliver Hardy - Wilbert Perkins (como Babe Hardy)
- Ethelyn Gibson - (como Ethlyn Gibson)